# Majdan (powiat otwocki)
Majdan – wieś w Polsce, położona w województwie mazowieckim, w powiecie otwockim, w gminie Wiązowna.
Wieś jest sołectwem w gminie Wiązowna.
W latach 1975–1998 wieś należała administracyjnie do województwa warszawskiego.
W sąsiedztwie wsi znajduje się węzeł Majdan. Na nim Autostrada A2 krzyżuje się z drogami ekspresowymi S2 (Południową Obwodnicą Warszawy) i S17.
Wierni Kościoła rzymskokatolickiego należą do parafii św. Wojciecha Biskupa i Męczennika w Wiązownie lub do parafii św. Pawła Apostoła w Zakręcie.